# بيت حجر (صباح)

تعديل مصدري - تعديل

بيت حجر هي إحدى قرى عزلة صباح بمديرية صباح التابعة لمحافظة البيضاء، بلغ تعداد سكانها 1173 نسمة حسب تعداد اليمن لعام 2004.